# Achada (Ribeira Brava)
Achada é um sítio povoado da freguesia da Ribeira Brava, concelho da Ribeira Brava, Ilha da Madeira.